# Guster
Guster — американская альт-рок-группа, образованная в Сомервилле, штат Массачусетс. Основатели Адам Гарднер, Райан Миллер и Брайан Розенворсель начали репетировать во время учебы в Университете Тафтса и сформировали группу в 1991 году.
Группа оставалась в андеграунде с первыми двумя альбомами Parachute (1994) и Goldfly (1997), но ворвалась в мейнстрим в 1999 году с третьим альбомом Lost and Gone Forever, включавшим сингл «Fa Fa», который попал в Adult Top 40. Группа добилась умеренного успеха в чартах с Keep It Together, своим четвертым альбомом, с двумя синглами в Adult Top 40 («Careful» и «Amsterdam»). Джо Писапиа присоединился к официальному составу для Keep It Together и последующего альбома Ganging Up on the Sun, который достиг 25-го места в Billboard 200. Музыка группы звучала в различных телевизионных шоу и фильмах, включая «Дитя с Марса», в котором звучала их песня «Satellite»; «Паранойя»; «Незваные гости»; «Жизнь как дом», в котором на протяжении всего фильма есть несколько намеков на группу; «Одинокие сердца»; и одна из песен группы была использована в рекламе для The Weather Channel. Группа получила свой первый золотой диск в 2018 году за свой сингл «Satellite».
Туры Guster изначально были локальными, но начали распространяться по мере того, как группа набирала популярность. В 1999 году Guster дали свое первое выступление в Канаде, за которым последовал тур 2004 года по Великобритании, в ходе которого было четыре концерта в Лондоне и один в Манчестере. Guster придерживается либеральной политики в области звукозаписи и имеет очень преданное и активное сообщество звукозаписывающих компаний. Кроме того, группа выпустила несколько концертов на iTunes.

## Характеристики
Стиль
Согласно AllMusic, Guster — «многогранная альт-рок-группа Восточного побережья, представлявшая собой причудливую смесь акустического фолка и поп-музыки, а затем перешедшая к более мощному звучанию».
Живые выступления
Guster часто узнают по выбору инструментов в ранние годы: двое участников играют на акустических гитарах, а один — на различных ударных инструментах. Брайан Розенворсель, перкуссионист группы (которого поклонники ласково называют «Богом грома»), добавил к уникальному звучанию Guster комбинацию бонго, тарелок и других барабанов, играя на живых выступлениях, используя только голые руки. В то время как Миллер играл ритм-партии, Гарднер часто играл басовую партию на своей гитаре. Звучание Guster узнают по его вокальным гармониям, причем и Миллер, и Гарднер исполняют ведущие вокальные партии в разных песнях; в таких песнях, как «What You Wish For» и «Happier», оба участника одновременно поют разные тексты. В то время как студийные альбомы Guster включали больше инструментального разнообразия (например, скрипка, бас, ударная установка), на живых выступлениях состав обычно оставался прежним до туров в поддержку альбома Lost and Gone Forever, в которых группа разнообразила себя игрой на разных инструментах в некоторых песнях. В это время Розенворсель начал вводить более традиционную ударную установку на сцене и в студии, пытаясь отойти от перкуссии голыми руками.
Живые выступления Guster имеют свой собственный стиль. На бис группа иногда выводила барабанщика Брайана Розенворсела, который выходил к переднему микрофону и пел юмористические каверы. Они варьировались от «Hunger Strike» группы Temple of the Dog до «What’s Up?» группы 4 Non Blondes и заглавной песни «Where Everybody Knows Your Name» из телешоу «Весёлая компания». Другие примеры: «Under the Bridge» группы Red Hot Chili Peppers, «Total Eclipse of the Heart» певицы Бонни Тайлер, «In the Air Tonight» певца Фила Коллинза и «Firework» певицы Кэти Перри. Другие традиции на живых выступлениях развивались на протяжении многих лет. Например, в конце «Airport Song» люди в толпе бросают мячи для пинг-понга на сцену, ссылаясь на студийную запись, где на заднем плане можно услышать звук игры в настольный теннис.
Многие поклонники отмечают юмор группы. Для смеха, три первоначальных участника Guster открыли ряд своих собственных концертов как the Peace Soldiers, три музыканта, выглядящие как деревенщины. С приходом Джо в группу, они стала выступать в костюмах джем-бэнда под названием Trippin' Balls. Во время шоу 2001 года (которое, как ни странно, открыла группа Джо Пизапии Joe, Marc's Brother) в Рочестере, штат Нью-Йорк, группа начала свое шоу с пустой сцены. Музыка из «The Price Is Right» играла через звуковую систему, и голос позвал каждого из участников группы вниз из того места, где они спрятались в зале. Услышав свое имя, каждый участник играл роль восторженного участника игрового шоу до самой сцены. Во время шоу в 2002 году, когда Guster играл с Джоном Майером и The John Butler trio в Мемфисе, штат Теннесси, группа танцевала на сцене с ведрами KFC, покрывающими их головы, пока John Butler trio играл свой сет. В 2019 году во время своего третьего ежегодного фестиваля On the Ocean в Портленде, штат Мэн, группа рекламировала бесплатную вечеринку под названием «главной звездой которой была легендарная EDM-группа PIPPI». Во время вечеринки выяснилось, что PIPPI — это группа, одетая в одинаковые свитера с париками в стиле Пеппи Длинныйчулок.
Поклонники
Guster поддерживает тесные отношения со своими поклонниками, регулярно публикуя студийные обновления и дорожные журналы на своем веб-сайте guster.com, и раздавая автографы после концертов. Guster когда-то поддерживали программу для представителей, через которую поклонники получали рекламные материалы для предстоящих концертов и альбомов для продажи. Представители были вознаграждены специальной серией EP только для представителей под названием The Pasty Tapes, а также приглашениями на концерты только для представителей. После выпуска Ganging Up on the Sun группа сформировала новую программу под названием Wrecking Machines, через которую поклонники могут получать плакаты для рекламы близлежащих концертов. Guster — постоянно гастролирующая группа, иногда играющая до 250 концертов в год. Кеша была одной из первых поклонниц и общалась с группой по электронной почте.
Политические взгляды и активизм
В 2004 году гитарист и вокалист Guster Адам Гарднер и его жена стали соучредителями Reverb, организации, призванной помогать гастролирующим артистам, делая их деятельность более экологически безопасной. Она действует как в музыкальной индустрии, так и в мире охраны окружающей среды. Reverb озеленяет туры артистов и музыкальный бизнес в целом, одновременно повышая осведомленность и поддержку окружающей среды с помощью интерактивной эко-деревни. С момента своего создания Reverb работала (среди прочих) с Билли Айлиш, Джеком Джонсоном, Barenaked Ladies, Бонни Райтт, Джоном Майером, Dave Matthews Band и Guster. В июле 2006 года Гарднер был среди тех, кого журнал The Green Room интервьюировал о Reverb, который позже брал интервью у Гарднера в одиночку в освещении шоу Guster. Newsweek сделал похожий профиль в своем выпуске от 16 апреля 2007 года.
В 2006 году Guster назвал свой весенний тур Campus Consciousness Tour. Группа гастролировала с The Format, заправляя свои автобусы и грузовики биодизелем и намереваясь использовать тур, чтобы научить аудиторию заботиться об окружающей среде. Участие в зимнем туре IZStyle в начале 2007 года имело схожие цели. Осенью 2007 года Гастер возглавил тур Crocs' Next Step Campus Tour с Бреттом Денненом в качестве разогревающей группы. Тур продвигал экологически чистые зеленые инициативы, одновременно обучая участников способам помощи окружающей среде. Тур побывал в пятнадцати колледжах.

## Состав группы
- Адам Гарднер – вокал, гитара, бас, клавишные, банджо, труба (1991–настоящее время)
- Райан Миллер – вокал, гитара, бас, пианино, банджо, гармонь, укулеле, клавитара (1991–настоящее время)
- Брайан Розенворсель – ударные, перкуссия, тромбон (1991–настоящее время)
- Люк Рейнольдс – гитара, бас, банджо, клавишные, бэк-вокал (2010–настоящее время)

Сессионные музыканты
- Дэйв Батлер – ударные, перкуссия, клавишные (2015–настоящее время)[12]

Бывшие участники
- Джо Писапиа – гитара, бас, банджо, гармонь, клавишные, бэк-вокал (2003–2010)

## Дискография
Смотри статью «Дискография Guster» в англ. разделе.
- Parachute (1994)
- Goldfly (1997)
- Lost and Gone Forever (1999)
- Keep It Together (2003)
- Ganging Up on the Sun (2006)
- Easy Wonderful (2010)
- Evermotion (2015)
- Look Alive (2019)
- Ooh La La (2024)